# طريق العيالات
طريق العيالات هو فيلم مغربي من إخراج فريدة بورقية سنة 2007، وبطولة كل من منى فتو، محمد خيي، عائشة ماه ماه، محمد مجد، بنعيسى الجيراري، فاطمة وشاي، محمد الشوبي، حنان الإبراهيمي، فاطمة وشاي، محمد بسطاوي، وآخرون.

## القصة
«أمينة» و«رحمة»، الأولى امرأة عصرية ومتحررة، تسافر باتجاه منطقة شمال المغرب، تريد الذهاب إلى تطوان لأجل أن تخلص زوجها تاجر المخدرات من السجن، أما الثانية، امرأة في الستين من عمرها، بائعة جائلة، ترغب في الالتقاء بابنها الذي هاجر، بعدما أخذ كل النقودها التي كسبتها من شقائها. وهكذا تتعاقب أحداث الفيلم من خلال التلاقي داخل صيرورة الفيلم مع شخصيات متعددة، وكل شخصية من هؤلاء تحكي قصتها، بدءا من أسرة «أمينة»، والدتها وأخويها، التي كانت تريد التخلص منها بتزويجها، وفشل أخويها، الأول بإخفاقه في الهجرة السرية، والثاني بتطرفه، وصولا إلى شخصية الرجل الذي كادت امرأته أن تسممه لترحل مع عشيقها، إلى غير ذلك من المصادفات التي تعرفها مثل هذه الأفلام التي تسمى ب «أفلام الطريق».
في نهاية الفيلم، تفشل المرأتان في أداء مهمتهما، حيث ستمتطيان السيارة نفسها التي كانت قد تعطلت في بداية الفيلم، وكان ذلك سببا في تعارف شخصيتين ليشقا طريقهما من جديد، طريق العودة بعد أن يلقيا نظرة على البحر الذي يأكل أبناءه.

## روابط خارجية
- طريق العيالات على موقع IMDb (الإنجليزية)
- طريق العيالات على موقع قاعدة بيانات الفيلم (الإنجليزية)
- طريق العيالات على موقع ليتربوكسد (الإنجليزية)